# Kay Gottschalk

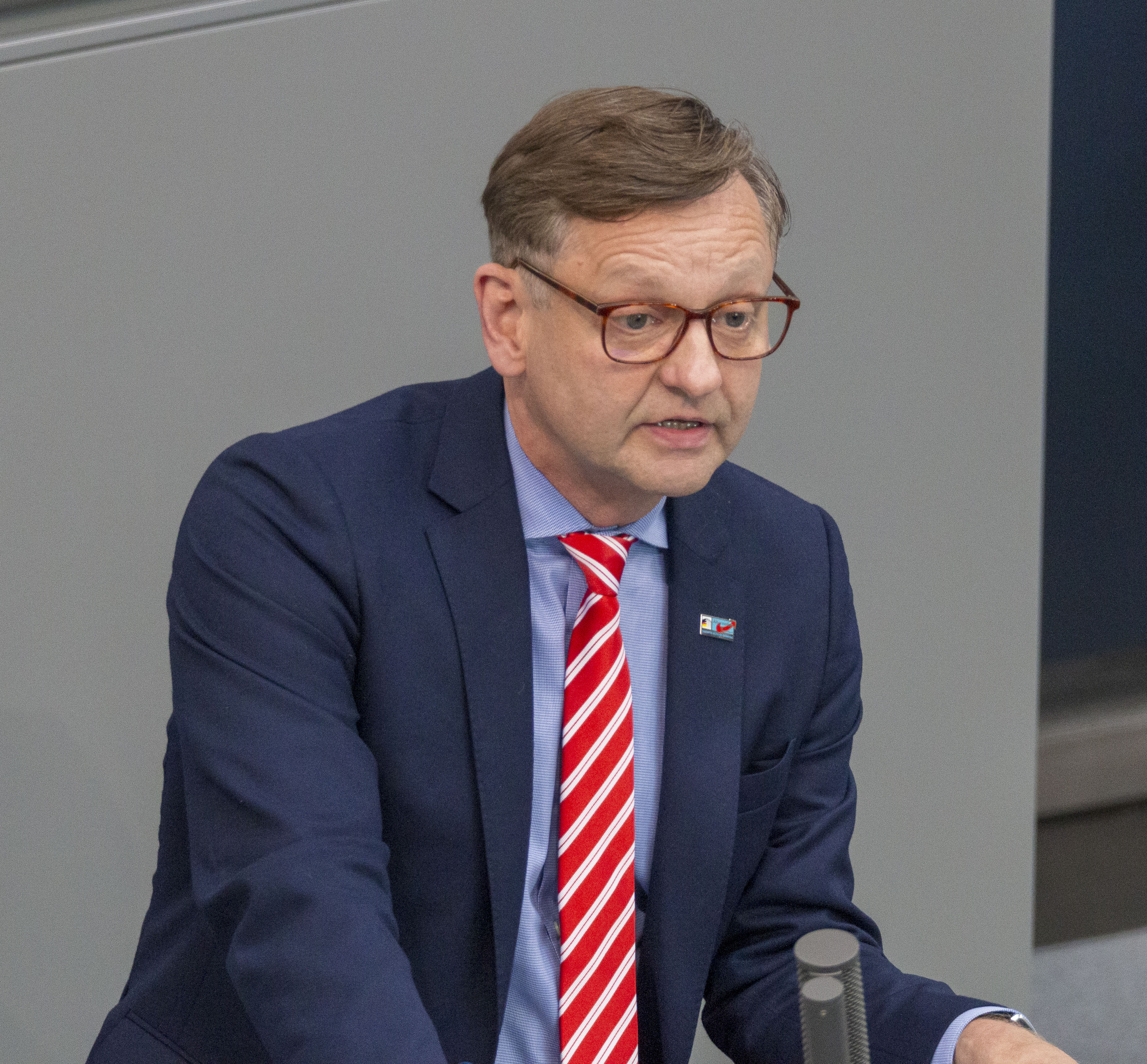
Kay Gottschalk, 2020 im Deutschen Bundestag

Kay Gottschalk (* 12. Dezember 1965 in Hamburg) ist ein deutscher Politiker (AfD) und seit 2017 Mitglied des Deutschen Bundestages. Er ist Mitbegründer der AfD. Er war von 2017 bis 2019 einer von drei stellvertretenden Bundessprechern der AfD und wurde 2024 erneut zum stellvertretenden Bundessprecher gewählt. Seit Mai 2018 ist er finanzpolitischer Sprecher der AfD-Bundestagsfraktion. Im Februar 2022 wurde er zum stellvertretenden Landesvorsitzenden der AfD Nordrhein-Westfalen gewählt und zwei Jahre später im Amt bestätigt.

## Leben
Gottschalk wohnt seit 2017 in Nettetal, nachdem er zuvor in Hamburg lebte. Er ist Diplom-Kaufmann mit Doppelstudium BWL und Jura und war im Versicherungsmanagement tätig. Er ist Mitglied des Hamburger SV, in dem er in seiner Jugend auch Fußball spielte.
Gottschalk ist seit März 2023 verwitwet. Zuvor war er 20 Jahre mit seinem Mann zusammen, davon vier Jahre verheiratet.

## Politik
Gottschalk war Mitglied der SPD und 2013 Mitbegründer der AfD. Bis Anfang 2018 war Gottschalk Mitglied der Bezirksversammlung in Hamburg-Mitte, kandidierte jedoch auf der Landesliste der AfD NRW bei der Bundestagswahl 2017. Auf dem Bundesparteitag der AfD in Hannover wurde Gottschalk im Dezember 2017 mit 54 Prozent der Stimmen zum zweiten stellvertretenden Bundesvorsitzenden gewählt. Seine unterlegene Gegenkandidatin war Doris von Sayn-Wittgenstein. Auf dem Weg zu der Veranstaltung hatte eine Gruppe Antifas Gottschalk den Weg versperrt und ihm bei einem tätlichen Angriff das Handgelenk gebrochen.
Im Januar 2019 wurde Gottschalk mit 42 von 43 Stimmen zum Sprecher seines Heimatkreisverbandes Viersen. Im Dezember 2019 unterlag Gottschalk bei der Wahl zum neuen Bundesvorstand dem Brandenburger Landesvorsitzenden Andreas Kalbitz und gehörte dem neuen Vorstand vorerst nicht mehr an.
Gottschalk ist seit Mai 2018 finanzpolitischer Sprecher der AfD-Fraktion im Deutschen Bundestag und Mitglied  im Finanzausschuss. Im Februar 2020 wurde Gottschalk in das Gremium nach § 23c Absatz 8 Zollfahndungsdienstgesetz gewählt, am 8. Oktober 2020 zum Vorsitzenden des Wirecard-Untersuchungsausschusses des 19. deutschen Bundestages.
Gottschalk trat bei der Kommunalwahl 2020 als Bürgermeisterkandidat für die AfD in Nettetal an, bei der er 3,67 % der Stimmen erhielt.
Bei der Bundestagswahl 2021 verfehlte er mit sechs Prozent das Direktmandat in seinem Wahlkreis Viersen, wurde aber erneut über die Landesliste in den Bundestag gewählt. Zur Bundestagswahl 2025 wurde Gottschalk am 3. Januar 2025 mit 61 % zum Spitzenkandidaten des Landesverbandes NRW gewählt.

## Öffentliche Wahrnehmung
Nach der Bundestagswahl 2017 charakterisierte die Wochenzeitung Die Zeit das ehemalige SPD-Mitglied Gottschalk als „gemäßigt“ innerhalb der AfD.
In einer Rede am 24. Januar 2018 beim Neujahrsempfang der AfD in Krefeld sagte Gottschalk wörtlich: „Ich rufe alle Bürger guten Willens auf: Boykottiert die Läden der Türken in Deutschland, denn die fahren zu 70 Prozent auf Erdoğan ab“. Laut eigenen Aussagen sei es ihm ein Anliegen gewesen, ein Statement gegen den Angriff der Türkei auf die kurdischen Bürger in Syrien zu setzen, und genau wie man Deutsche für die Wahl der Nationalsozialistischen Deutschen Arbeiterpartei (NSDAP) verantwortlich mache, müsse man auch die türkischen und türkischstämmigen Bürger in Deutschland für die Politik besagten Staatsoberhauptes verantwortlich machen. Der AfD-Bundestagsabgeordnete Martin Renner forderte Gottschalk zum Rücktritt von allen Ämtern auf. Der Staatsschutz nahm wegen Gottschalks Aussage Ermittlungen gegen ihn auf. Diese wurden jedoch im Sommer 2018 von der Staatsanwaltschaft Krefeld eingestellt, da der Tatbestand des § 130 StGB (Volksverhetzung) nicht erfüllt wurde.
Kay Gottschalk ist einer von 100 Unterzeichnern eines Appells, der die Äußerungen des thüringischen Landesvorsitzenden Björn Höcke auf dem Kyffhäusertreffen im Jahre 2019 kritisiert. Er lehne Pathos, wie dort demonstriert, ab und wünsche sich eine Rückkehr zu den Inhalten und Werten der Erfurter Resolution.

## Kontroverse
Die Welt berichtete im Oktober 2023, die Duisburger AfD-Stadträtin Sabine Dehnen habe Kontakte zu der 2023 verbotenen neonazistischen Organisation Artgemeinschaft unterhalten. Gottschalk, in dessen Bundestagsbüro Dehnen zum Zeitpunkt des Berichtes tätig war, äußerte sich auf Anfrage nicht zu den Vorwürfen.

## Mitgliedschaften
- Odd-Fellow Orden